# Onze-Lieve-Vrouwekerk (Luchteren)

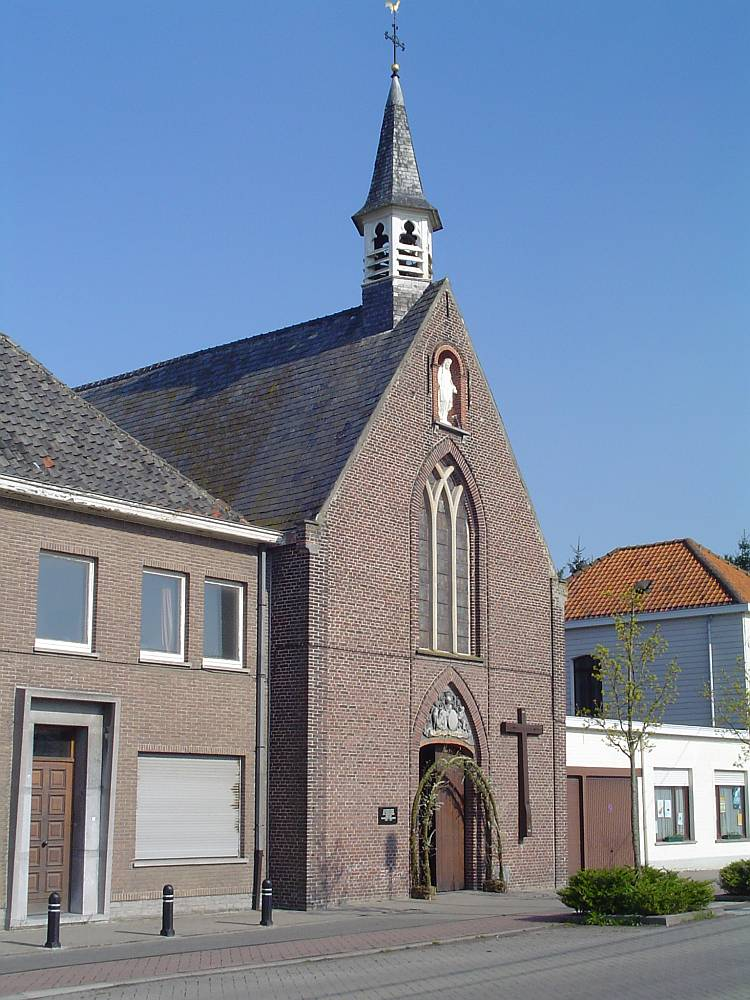
Onze-Lieve-Vrouwekerk

De Onze-Lieve-Vrouwekerk is de parochiekerk van de tot de Gentse deelgemeente Drongen behorende plaats Luchteren, gelegen aan de Gavergrachtstraat 97-101.
In 1861 kwam een klooster gereed met kapel en een woning voor een priester. Hierin trokken de Zusters van Sint-Vincentius uit Wichelen, welke de zorg voor de wezen uit Drongen op zich namen. In 1867 kwam er een lagere school en in 1896 een kleuterschool. In 1923 werden de Zusters van Sint-Vincentius afgelost door de Zusters Maricolen.
De kapel, die in 1884 vergroot werd, is een bakstenen éénbeukig kerkje dat naar het noordwesten georiënteerd is. De voorgevel toont onder meer een Mariabeeld in een nis en erboven bevindt zich een dakruiter. Het kerkje heeft een iets verlaagd, driezijdig afgesloten, koor.